# Sesser (Illinois)
Sesser est une ville du comté de Franklin, dans l'Illinois, aux États-Unis,. Elle est incorporée en 1906, en tant que village et en 1909 en tant que ville.
Lors du recensement de 2010, la ville comptait une population de 1 931 habitants.

## Source de la traduction
- (en) Cet article est partiellement ou en totalité issu de l’article de Wikipédia en anglais intitulé « Sesser, Illinois » (voir la liste des auteurs).